# مارسوی، کبک
مارسوی (به فرانسوی: Marsoui) روستایی در منطقه شهری لا اوت-کاسپزی ناحیه گاسپزی-ایل-دو-لا-مادلن در استان کبک کانادا است. در سرشماری سال ۲۰۱۱ این روستا ۳۷۲ نفر جمعیت داشته‌است و مساحت آن ۱۸۲٫۹۵ کیلومتر مربع است.